# Sandbakke
|  | Denne artikel er oprettet af botten Steenthbot ud fra en ekstern database. Den kan derfor have sproglige fejl eller mangler. Denne skabelon kan fjernes efter kontrol af indholdet. |

Sandbakke er en dansk dokumentarfilm fra 1987 instrueret af Mohammed Ali Sanjari.

## Handling
At det ikke nytter noget at lade stå til, forblive i en form for overtro, men at tingene kan ændre sig, hvis vi står sammen.